# Coenonycha scotti
Coenonycha scotti är en skalbaggsart som beskrevs av Mcclay 1943. Coenonycha scotti ingår i släktet Coenonycha och familjen Melolonthidae. Inga underarter finns listade i Catalogue of Life.